# Ficinia radiata
Ficinia radiata là loài thực vật có hoa trong họ Cói. Loài này được (L.f.) Kunth mô tả khoa học đầu tiên năm 1837.